# SATB2
SATB2 (de l'anglais Special AT-rich sequence-binding protein-2, protéine de liaison aux séquences spéciales AT-riches) est une protéine codée chez l'humains par le gène SATB2. SATB2 est une protéine de liaison à l'ADN qui se lie spécifiquement à des régions d'attachement de la matrice nucléaire et qui est impliquée dans la regulation transcriptionnelle et du remodelage de la chromatine. SATB2 a été associé avec la survenue de la fente labiale chez des individus avec syndrome de microdélétion 2q32q33.

## Fonction
La fente labiale est un des défauts de naissance les plus communs, avec une prévalence de 1 naissance vivante pour 800. Même s'il y a autour de 300 syndromes de malformation qui peuvent comprendre la fente labiopalatine, les formes non associées à des syndromes représentent 70 % des cas de fente labiale associée ou non à une fente palatine et environ un 50 % des cas avec fente palatine seulement. Les cas de fente labiale non syndromiques sont considérés complexes ou multifactoriels, en cela que des facteurs environnementaux aussi bien que génétiques contribuent à leur apparition. Les recherches actuelles suggèrent que plusieurs gènes contrôlent le risque de souffrir cette malformation, risque qui peut augmenter par des facteurs environnementaux comme le tabagisme pendant la grossesse.
Les études de reséquençage qui ont été réalisées pour identifier des mutations spécifiques suggèrent plusieurs gènes responsables du risque de fente labiale et il a été remarqué un haut degré d'hétérogénéité allélique dans de nombreux variants et mutations dans les gènes candidats. Même si la plupart de ces mutations sont extrêmement rares et souvent exhibent une pénétrance incomplète (c.a.d. par exemple, un parent non affecté en apparence peut également transmettre la mutation), de manière combinée ces cas pourraient être des responsables de jusqu'à  5% des cas de fente labiale non syndromiques.
Il a été remarqué que des mutations dans le gène SATB2 peuvent causer des cas de fente palatines isolés. SATB2 influence probablement aussi le développement cérébral. Selon certaines études chez la souris, il a été observé que SATB2 est nécessaire pour l'établissement correct de connexions neuronales corticales dans le corps calleux, en dépit du corps calleux en apparence normal observé chez des souris knockout hétérozygotes.

## Structure
SATB2 est une protéine humaine de 733 acides aminés ayant une masse moléculaire de 82,5 kDa, qui contient un homéodomaine. La protéine contient deux régions homéodomaine dégénérés appelées domaine CUT (acides aminés 352–437 et 482–560) et un homéodomaine classique (acides aminés 614–677). Il existe un très haut degré de conservation de séquence, avec seulement 3 substitutions aminoacidiques sur 733 résidus ; les différences entre la protéine humaine et murine sont I481V, A590T et I730T.

## Importance clinique
Des cas de cassure chromosomique dans le locus de SATB2 ont été identifiés dans deux cas indépendants de translocations chromosomiques de novo associés aux syndromes de fente labiale et de Pierre Robin.
Un rôle attribué à SATB2 dans le développement dentaire et maxillaire est appuyé par l'identification d'une mutation de novo dans le gène SATB2 chez un homme souffrant de retard mental profond ainsi que d'anomalies dentaires et maxillaires mais aussi par le cas d'une translocation interrompant le gène SATB2 chez un individu avec syndrome de Robin. De plus, des modèles murins ont démontré que la haploinsuffisance du gène conduit à des défauts craniofaciaux ressemblant à ceux causés par la délétion 2q32q33 chez les humains. Enfin, la perte fonctionnelle complète de SATB2 amplifie ces défauts.